# Warren Earl Burger
Warren Earl Burger (Saint Paul, 17 settembre 1907 – Washington, 25 giugno 1995) è stato un politico e giurista statunitense.

## Biografia
Egli è stato presidente della Corte suprema degli Stati Uniti dal 1969 al 1986, quando il 26 settembre decise di ritirarsi, nonostante la carica fosse a vita. 
Nato nello stato del Minnesota da una famiglia numerosa (i genitori ebbero 7 figli). Frequentò la Johnson Senior High School, durante quegli anni scriveva per il giornale scolastico. Continuò gli studi all'università del Minnesota.
Burger sposò Elvera Stromberg nel 1933. la coppia ebbe due figli: Wade Allen Burger e Margaret Elizabeth Burger. La  moglie Elvera morì il 30 maggio 1994 all'età di 86 anni.
Nel 1953 fu nominato assistente Avvocato generale degli Stati Uniti da Eisenhower. Nel 1956 divenne giudice della Corte d'appello del distretto di Columbia, fino al 1969 quando fu scelto per la Corte Suprema.
Nel 1986 divenne presidente della Commissione per il bicentenario della Costituzione statunitense.
Viene citato nell'episodio 9F03 de "I Simpsons" dal titolo "Itchy & Scratchy: The Movie" per l'assonanza del suo cognome con un noto tipo di carne alla griglia.